# خانه مفیدی
خانه مفیدی مربوط به دوره پهلوی دوم است و در تهران، خیابان خواجه نصرالدین طوسی، خیابان پادگان ولیعصر واقع شده و این اثر در تاریخ ۱۱ مرداد ۱۳۸۴ با شمارهٔ ثبت ۱۲۵۴۱ به‌عنوان یکی از آثار ملی ایران به ثبت رسیده است.